# Ledeuix
Ledeuix é uma comuna francesa na região administrativa da Nova Aquitânia, no departamento dos Pirenéus Atlânticos. Estende-se por uma área de 13,59 km². Em 2010 a comuna tinha 1 058 habitantes (densidade: 77,9 hab./km²).